# Плоска (Дубенський район)
Пло́ска — село в Україні, у Тараканівській сільській громаді Дубенського району Рівненської області. Населення становить 584 особи. Орган місцевого самоврядування до 2020 року — Плосківська сільська рада.З 2020 року входить до складу Тараканівської сільської громади.

## Населення

### Мова
Розподіл населення за рідною мовою за даними перепису 2001 року:
| Мова       | Кількість | Відсоток |
| ---------- | --------- | -------- |
| українська | 679       | 99.85%   |
| російська  | 1         | 0.15%    |
| Усього     | 680       | 100%     |

## Історія
У 1906 році село Судобицької волості Дубенського повіту Волинської губернії. Відстань від повітового міста 12 верст, від волості 8. Дворів 94, мешканців 484.
7 (20) листопада 1917 року, відповідно до Третього Універсалу Української Центральної Ради, увійшло до складу Української Народної Республіки.
В березні 1941 року 18 бідняцьких господарств села об`єднали в сільськогосподарську артіль ім. Кірова. Колгоспу виділили 108 га землі.
Село розташоване між селами Переросля і Семидуби. Між селами Плоска і Семидуби знаходиться видатна пам'ятка козацької доби, а саме визвольної боротьби українського народу під проводом Богдана Хмельницького. Щодо самого села, то воно є досить таки розвиненим. Є храм, будинок культури, у якому знаходиться музей старовини, 9-річна школа, при якій діє дитячий дошкільний заклад. Неподалік від села розташований гідрологічний заказник — Урочище «Стрілки».
12 червня 2020 року, відповідно до розпорядження Кабінету Міністрів України № 722-р від «Про визначення адміністративних центрів та затвердження територій територіальних громад Рівненської області», увійшло до складу Тараканівської сільської громади.
19 липня 2020 року, в результаті адміністративно-територіальної реформи та ліквідації  Дубенського (1939—2020) району, село увійшло до складу новоутвореного Дубенського району.
В селі розвивається футбол і волейбол, армреслінг.

## Козацький редут
Козацький редут між селами Семидуби і Плоска Дубенського району вже майже чотири століття слугує символом відваги і доблесті. Загін козацького війська прикривав тут далекого 1651 року героїчний відступ з-під Берестечка, з поля битви під селами Пляшевою і Островом (нині — Дубенського району), вояків Івана Богуна й дав нерівний бій польському гарнізону з міста Дубно.
З нагоди 365-ї річниці того бою на Козацькому редуті 17 липня 2016 року відбулося вшанування пам'яті українських героїв.

## Відомі особи
- Момотюк Дмитро Володимирович (1991—2014) — військовослужбовець 3-го механізованого батальйону 51-ї окремої механізованої бригади (Володимир-Волинський). Загинув у бою за Іловайськ (Донецька область) в районі смт Кутейникове.
- Накидалюк Петро Іванович (1990—2015) — солдат Збройних сил України, загинув у боях за Широкине.[7]

### Учасники Другої світової війни
- Гелета Степан Дмитрович народився 1 січня 1923 року у с. Плоска. У 1944 році призваний на фронт. Двічі був поранений, лежав в шпиталі м. Горький (Росія). Дійшов до Берліна. Повертаючись на Батьківщину потрапив у шпиталь в м. Вітебськ (Білорусь). У 1946 році повернувся з війни. Нагороджений медалями «За перемогу над Німеччиною», «За відвагу», Орденом Великої Вітчизняної війни. Після повернення з війни працював в колгоспі імені Кірова. Помер 30 липня 2002 року.
- Мельничук Олександр Іванович народився 15 листопада 1921 року в селі Плоска. З 1944 року стрілець в армії на Західному фронті. Нагороджений медалями «За відвагу», «За перемогу над Німеччиною». Повернувся з війни у червні 1946 року.
- Тимощук Федір Миронович народився 17 лютого 1906 року в с. Світле, Ковельського району, Рівненської області. У 13 років став розвідником. З першого дня війни був на фронті. Внаслідок поранення набув інвалідності І групи. Нагороджений двома орденами Червоної зірки. Після повернення з війни, мати впізнала сина лише за шрамом на руці. В мирний час працював секретарем сільської ради в с. Світле. У 1980 році переїхав жити у с. Плоска.
- Женевський Василь Микитович народився 1 січня 1925 року у с. Плоска. Призваний на фронт навесні 1943 року. Був артилеристом, отримав поранення під Калінінградом. Перемогу зустрів у Москві в шпиталі, де йому ампутували ногу. У 1947 році одружився, закінчив Дубенський аграрний технікум. 1959 року закінчив Київську с/г академію, працював агрономом у Дубенському районі, головою колгоспу у с. Жовтневе, Радивилівського району. Помер у 1998 році.